# 무어인
무어인(Moor)이란 용어는 이슬람계인으로서 이베리아반도와 북아프리카에 살았던 사람들을 지칭하는 용어로 쓰였으며, 그들은 아랍계와 베르베르족의 후손들이다.

## 종교 관계
코르도바 칼리파국의 지배하에 이베리아반도에 머물던 무어인들은 대개 같이 살던 타종교인들에 대해 관용적이었던 것으로 추측된다. 유태교인들이 추방되고 기독교인들이 2계급으로 쇠퇴했던 것과는 사뭇 다른 편이다. 코르도바 칼리파국이 1031년 멸망하자 북아프리카의 무어인 왕조였던 알모라비드 왕조가 이 지역을 다스리게 된다.

## 건축
스페인의 코르도바(Córdoba, Spain)에 있는 빨간색과 흰색의 줄무늬 아치를 한 코르도바 대사원은 무어인 건축의 절정에 해당한다. 이베리아반도에 있었던 무어인들은 도시 행정에 있어 따라올 자가 없었다. 역사가들의 기록을 보면 코르도바는 400개의 모스크와 371개의 공중목욕탕이 있으며 평민들과 지방 호족들의 집과 별장만도 200,000개, 63,077개에 달했다고 적고 있다. 또한 그들은 코르도바에 8만 개 이상의 상점이 있고 산에서 떨어지는 물이 사방으로 흘러가고 있으며 순금으로 된 파이프를 통해 물이 호수로 흘러가고 있다고 묘사하고 있다. 이 묘사가 과장된 것은 사실이지만 무어인들의 건축양식은 분명 인상적이었으며 당시 유럽 어느 도시보다도 가장 아름다웠을 것으로 추측된다.

## 명칭의 기원
‘무어’라는 용어는 그리스어로 검다, 아주 어둡다를 뜻하는 ‘Mauros’에서 유래하였다. 로망스 어(스페인어, 프랑스어, 이탈리아어 등)에서는 그 기원이 ‘모로’(moro), ‘누와르’(noir) 혹은 ‘모르’(mor)의 형태로 나타난다. 이러한 단어에서 뻗어나온 단어들이 현대어에서 쓰이고 있다. 단어의 명사화가 이루어지면서 검은 색깔을 담고 있는 사물 예를 들면 흑베리, 흑올리브, 흑포도, 흑발을 가진 사람들을 지칭하는데도 쓰인다. 스페인어에서 ‘모레노’(Moreno)라는 것은 ‘선탠을 한 사람’을 뜻하며 쿠바에서는 흑인을 지칭하기도 한다.
중세 때와 17세기에 이르기까지 무어인들은 검은 피부를 지닌 사람 따위로 막연하게 인식되어 왔다. 웹마스터 사의 신세계 사전을 보면 무어인에 대한 항목이 아랍인과 베르베르 족에 속한다고 표현하고 있는데 이는 아프리카 인들과 무어인들의 관련성을 무시한 처사이다. 베르베르인이 수많은 유목종족들의 혼혈이라는 점을 감안한다면 그 의미가 중첩된다. 오늘날의 관점에서는 모로코 일대와 모리타니 지역의 사람들을 일컫는다.
스페인어의 용법에서 무어("Moor")는 훨씬 더 넓은 의미로 사용된다. 단순히 무슬림을 지칭하는 한편 모든 어두운 색깔에 적용될 수 있기도 하다. 루도비코 스포르차 공작은 피부가 검다는 이유로 루도비코 일 모로(Il Moro)라고 불리기도 했다.

## 현재
역사적인 맥락에서 무어인이 차지하는 의미란 이슬람계의 아프리카 국가들(모로코, 서사하라, 알제리, 모리타니, 말리) 등을 지칭한다.
근대에 들어와서는 스페인 구어에서 "Moro"라는 말이 모로코 혹은 알제리계 가정에서 태어난 사람들이나 이슬람에 대해 연구하는 사람들을 가리킨다. 또한 포르투갈어에서는 "Mouro"라는 말이 북부에서 내려온 사람들을 지칭한다.
이러한 의미는 스페인의 식민지였던 필리핀에서도 아직까지 쓰이고 있다. 필리핀 남부의 섬에는 무슬림들이 살고 있기 때문에 주민들은 이슬람계 주민들을 "모로스 Moros"라고 부른다. 스리랑카에 살고 있는 아랍계 주민들 또한 무어인이라고 불린다.

## 같이 보기
- 무라비트 왕조
- 포르투갈의 역사
- 스페인의 역사
- 모로코의 역사
- 모리타니의 역사
- 오리엔탈리즘
- 시칠리아
- 시칠리아 토후국